# 달콤커피
달.콤(dal.komm)은 대한민국의 커피 프렌차이즈 브랜드이다. 대한민국의 최초 온라인 음악 콘텐츠와 결합된 멀티 카페로, 음악을 시각화한 인테리어, 뮤직카드, 베란다라이브 보관됨 2019-12-06 - 웨이백 머신 등의 아이템을 통해 음악을 듣고, 보고, 즐길 수 있는 새로운 라이프스타일 문화 공간이다.

## 매장 지역
- 서울특별시 : 33개
- 인천광역시 · 경기도 : 46개
- 영남 지방 : 34개
- 충청 지방 : 9개
- 호남 지방 : 28개
- 강원도 : 9개
- 제주특별자치도 : 2개

## 같이 보기
- 다날

## 본점 및 지점 현황[1]
- 본점: 경기도 성남시 분당구 황새울로359번길 7, 3층 (서현동, 한국정보공학본사사옥)
- 잠실키자니아점: 서울특별시 송파구 올림픽로 240 (잠실동)
- 양재점: 서울특별시 서초구 강남대로27길 7-21, 1층 (양재동)
- 분당정자점: 경기도 성남시 분당구 정자일로 135, D동 108호, 109호 (정자동, 정자3차 푸르지오시티)
- 고양터미널점: 경기도 고양시 일산동구 중앙로 1036, 지하1층 (백석동, 고양터미널)
- 대전메가박스점: 대전광역시 서구 문정로 77, 5층 (탄방동, 로데오타운)
- 여의도 더디자이너스호텔점: 서울특별시 영등포구 국회대로68길 24, 1층 (여의도동, 호텔 더 디자이너스 여의도)
- 서현영풍문고점: 경기도 성남시 분당구 분당로 55, 지하1층 (서현동, 분당퍼스트타워)
- 송파 파크하비오점: 서울특별시 송파구 송파대로 111, 201동 116, 117, 118, 119호 (문정동, 파크하비오)
- 목동 한국방송회관점: 서울특별시 양천구 목동동로 233, 1층 (목동, 한국방송회관)
- 경주터미널점: 경상북도 경주시 태종로699번길 3, 제1층, 제2층 (노서동)
- 서래마을점: 서울특별시 서초구 사평대로26길 26-7, 1층, 2층 (반포동)
- 롯데월드몰 달콤커피라운지점: 서울특별시 송파구 올림픽로 300, 2층 라이브 라운지 1 (신천동, 롯데월드몰)
- 롯데월드몰 달콤점: 서울특별시 송파구 올림픽로 300, 2층 라이브 라운지 2 (신천동, 롯데월드몰)
- 성수 트러스톤점: 서울특별시 성동구 뚝섬로1길 10, 1층 (성수동1가)
- 역삼역점: 서울특별시 강남구 논현로 513, 1층 (역삼동, 예지빌딩)
- 르네상스호텔사거리점: 서울특별시 강남구 언주로 432, 1층 (역삼동, 타워 432)
- 분당서현점: 경기도 성남시 분당구 황새울로311번길 36, 1층 (서현동, 제이에스분당)
- 뱅뱅사거리점: 서울특별시 강남구 강남대로 308, 105호 (역삼동, 랜드마크타워)
- 국기원사거리점: 서울특별시 강남구 테헤란로8길 40, 1층 (역삼동, 알티넷빌딩)
- 가락시장역점: 서울특별시 송파구 중대로 109, 101호 (가락동, 대동빌딩)
- 경희의료원점: 서울특별시 동대문구 경희대로 23, 부속동 지상2층 (회기동, 경희의료원)
- 경희대국제캠퍼스점: 경기도 용인시 기흥구 덕영대로 1732, 1층 (서천동, 경희대학교 국제캠퍼스)
- 롯데플레잇점: 서울특별시 송파구 올림픽로 240, 지-032 (잠실동, 롯데월드)